# بنجامین هیلز، ویچیتا، کانزاس
بنجامین هیلز (به انگلیسی: Benjamin Hills) یک منطقهٔ مسکونی در ایالات متحده آمریکا است که در سجویک، کانزاس واقع شده‌است. بنجامین هیلز ۳٬۸۲۴ نفر جمعیت دارد و ۴۰۱٫۴۳ متر بالاتر از سطح دریا واقع شده‌است.